# Бладниці-Дольні
Бладниці-Дольні (пол. Bładnice Dolne) — село в Польщі, у гміні Скочув Цешинського повіту Сілезького воєводства.
Населення — 694 особи (2011).
У 1975-1998 роках село належало до Бельського воєводства.

## Демографія
Демографічна структура станом на 31 березня 2011 року:
|          | Загалом | Допрацездатний вік | Працездатний вік | Постпрацездатний вік |
| -------- | ------- | ------------------ | ---------------- | -------------------- |
| Чоловіки | 333     | 74                 | 226              | 33                   |
| Жінки    | 361     | 72                 | 234              | 55                   |
| Разом    | 694     | 146                | 460              | 88                   |